# 格拉讷河畔奥拉杜尔
格拉讷河畔奥拉杜尔（法語：Oradour-sur-Glane，法語發音：[ɔʁaduʁ syʁ ɡlan]）是法国新阿基坦大区上维埃纳省的一个市镇和村庄，属于罗什舒阿尔区。1944年6月10日，642名居民被納粹德國黨衛隊屠杀。

## 历史

### 奥拉杜尔大屠杀
1944年6月10日，納粹德國親衛隊第2師在此屠殺了642名村民。当夜，村子被夷为平地。二战结束后，新的村庄在废墟边上建立起来。

## 地理
格拉讷河畔奥拉杜尔（45°55'55"N, 1°1'54"E）面积38.16 平方千米，位于法国新阿基坦大区上维埃纳省，该省份为法国中西部省份，北起顺时针与安德尔省、克勒兹省、科雷兹省、多爾多涅省、夏朗德省和维埃纳省接壤。
与格拉讷河畔奥拉杜尔接壤的市镇（或旧市镇、城区）包括：锡约、雅韦尔达、佩里亚克、维埃纳河畔圣布里斯、圣维克蒂尼安、韦拉克。
格拉讷河畔奥拉杜尔的时区为UTC+01:00、UTC+02:00（夏令时）。

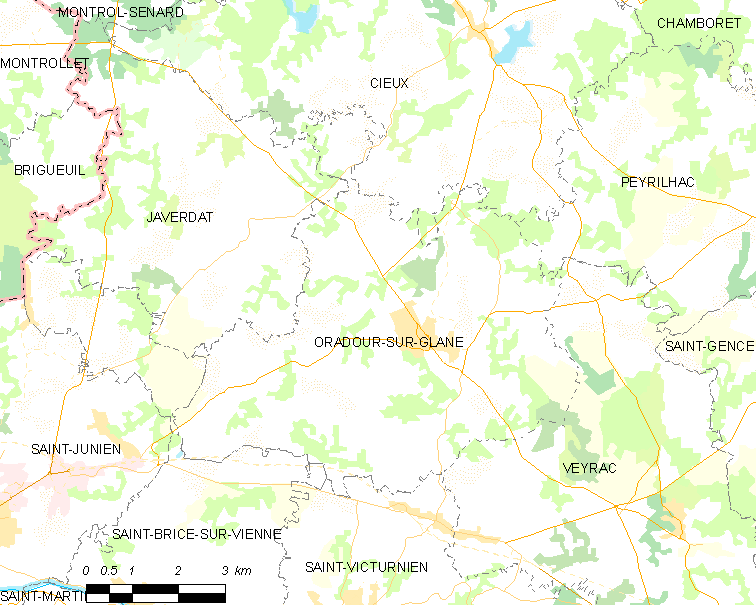
格拉讷河畔奥拉杜尔的OSM定位图

## 行政
格拉讷河畔奥拉杜尔的邮政编码为87520，INSEE市镇编码为87110。

## 政治
格拉讷河畔奥拉杜尔所属的省级选区为圣瑞尼安县。

## 人口

1962-2008年间格拉讷河畔奥拉杜尔人口变化图示

格拉讷河畔奥拉杜尔于2022年1月1日时的人口数量为2517人。

## 图集

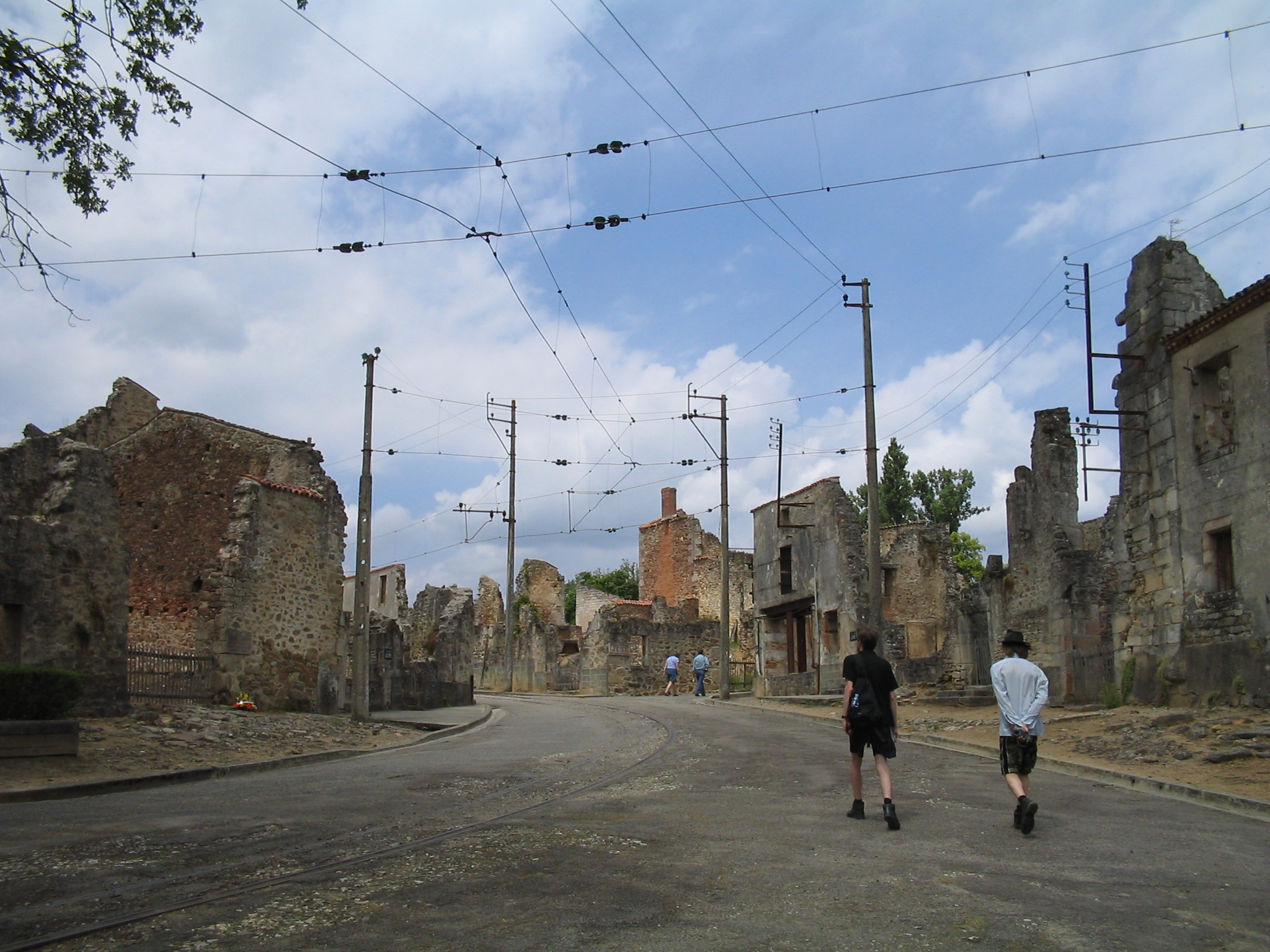
格拉讷河畔奥拉杜尔的主要街道
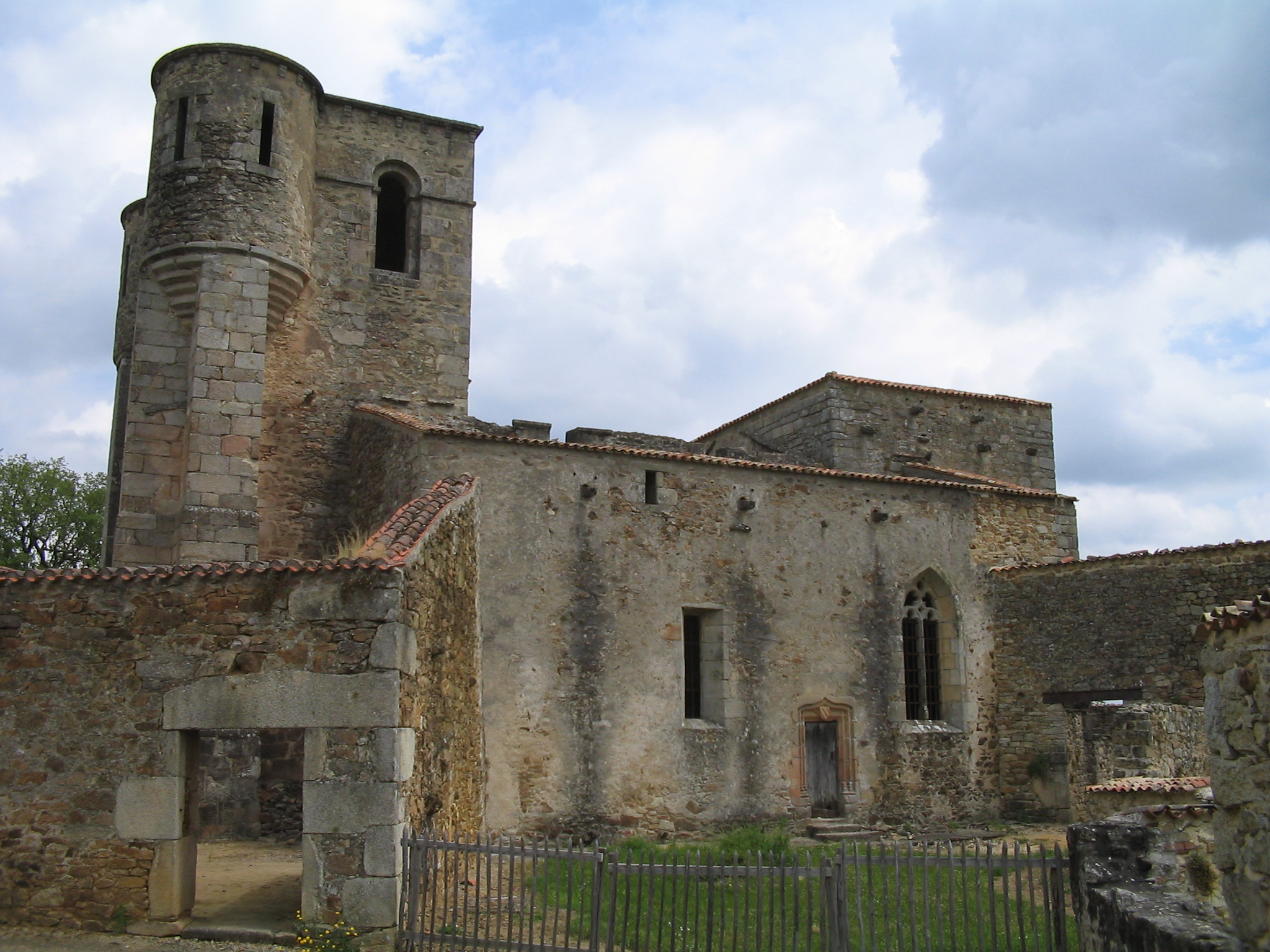
女人及小孩被烧死的教堂
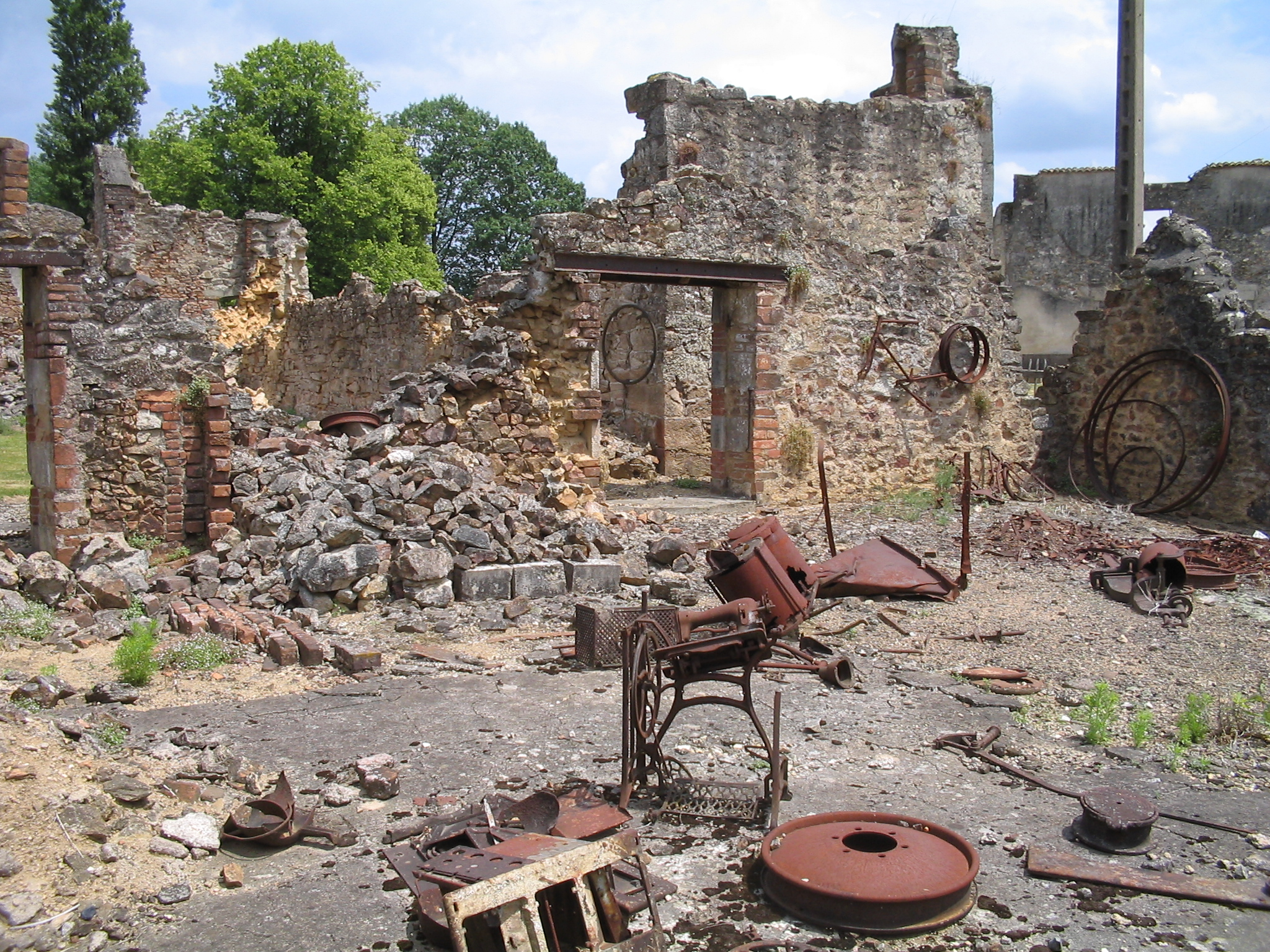
二战残存的车辆
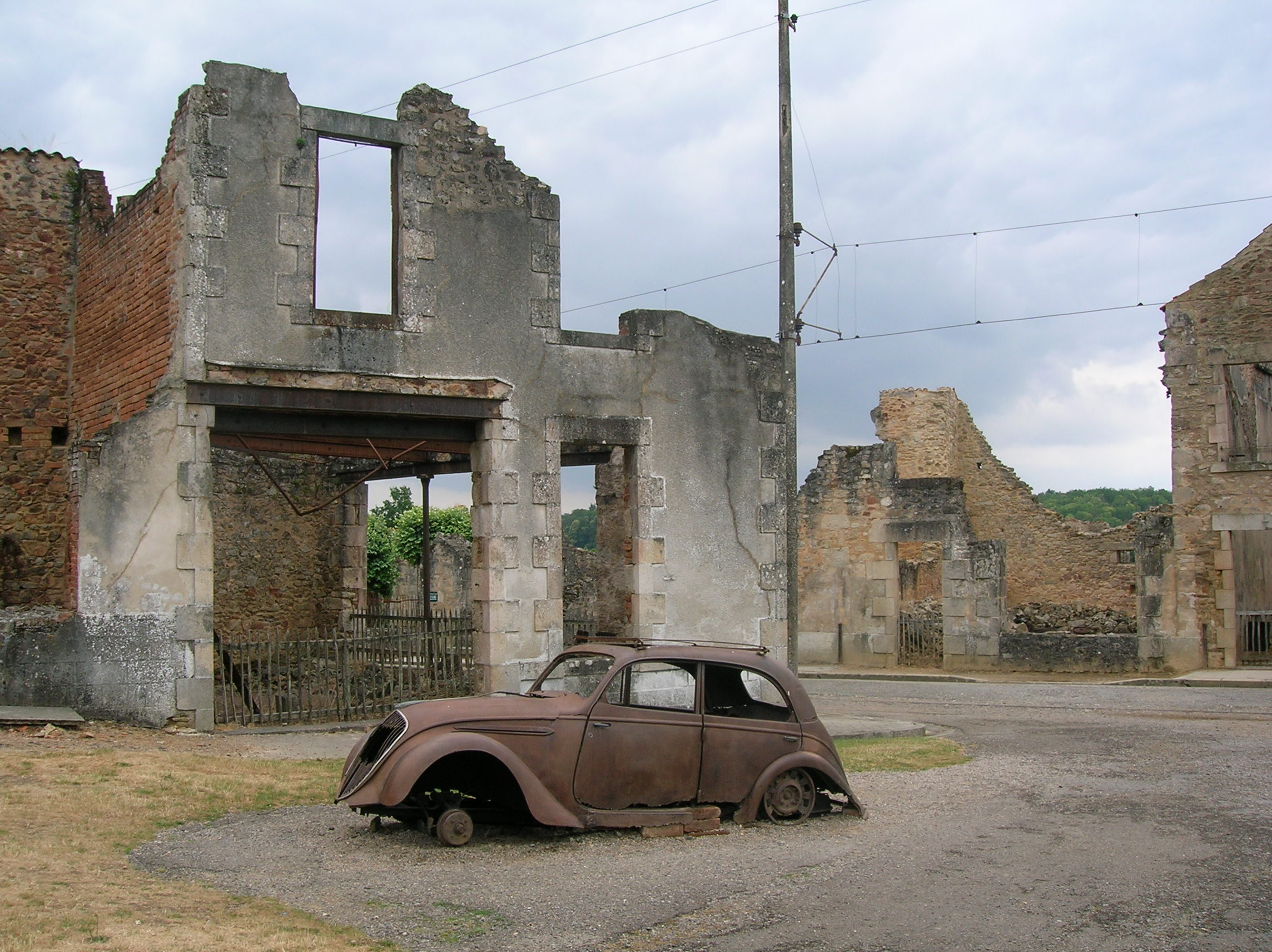
格拉讷河畔奥拉杜尔的车和建筑